# Темски ръкопис
Темският ръкопис е сборник със слова от 1764 година. Ръкописът е съставен от пиротчанина йеромонах Кирил Живкович в манастира „Свети Георги“ край село Темска, Пиротско, днес Сърбия. Заглавието на ръкописа е Из душевного обреда в’ неделных днех слова избрана. На прости язык болгарскій. Завършен е на 13 юли 1764 година.
В Темския ръкопис в 232 листа са включени 34 слова. Основата на езика на ръкописа е българска и църковнославянска с руски и сръбски влияния. Ръкописът е паметник, отразяващ и състоянието на преходните български у-говори (известни и като Белоградчишко-трънски или торлашки диалекти) през средата на XVIII век.
Днес Темският ръкопис се съхранява в Библиотеката на Матица Сръбска в Нови Сад под № PP 169.